# 哈里森角 (南喬治亞群島)
哈里森角（英語：Harrison Point），是南極洲的海岬，位於南喬治亞群島，處於布森角以西3公里的斯特羅姆內斯灣南部，在1927年由英國研究隊繪入地圖，由英國海外領土管轄。